# Тунелски вид
Тунелски вид  је други назив за губитак периферног вида, са задржавањем централног вида, је поремећај који се карактерише суженим кружним видним пољем налик на тунел. Особа са овим поремећајем може да види само предмете који су директно испред њених очију. Губитак периферног вида може бити озбиљна потешкоћа у свакодневном животу, јер утиче на општу оријентацију, кретање и ноћни вид. 
Тунелски вид може бити узрокован очним болестима и другим здравственим стањима, али и одређеним професионалним активностима. Губитак периферног вида може бити привремени симптом који се решава лечењем, док су неки случајеви тунелског вида трајни.
Када се појави важно је одмах потражити помоћ очног лекара, јер је често немогуће вратити изгубљени вид, ако терапија није правовремена.

## Опште информације
Видно поље је цела област коју можемо да видимо када наше очи гледају право напред без померања, и састоји се из два дела:
Централни вид
Централни вид је оно што је директно и испред нас или у шта су наше очи уперене. Предмети у централном виду су оштрији и јаснији јер су наше очи у њих фокусиране.
Периферни вид
Периферни вид је све што можемо да видимо, а није директно испред места у које гледамо. Често се назива и бочни вид, или оно што видимо крајичком ока. Због тога је наш периферни вид природно мало мање јасан од централног вида.

## Етиологија
Тунелски вид може бити узрокован условима који утичу на очи или друге делове тела који нам помажу да видимо, укључујући: мозак, крвне судове и живце.
Стања која оштећују очи или делове унутар њих могу изазвати тунелски вид и довести до губитка периферног вида. Неке од најчешћих очних болести које узрокују тунелски вид укључују:
Глауком, који се јавља када постоји повећан притисак течности у оку. Он може оштетити оптички нерв (који шаље сигнале у мозак како би могли да видимо) што може довести до слепих тачака. Глауком такође може изазвати трајни губитак периферног или централног вида, посебно када глауком достигне узнапредовалу фазу.
Наследна дистрофија мрежњаче или ретинитис пигментоса (РП), група очних стања која временом узрокују губитак вида. РП је узрокован генетским мутацијама које утичу на ћелије штапића, и на крају их оштећујући. Први симптом РП је обично губитак вида ноћу или никталопија, затим се,  полако смањује бочни вид који може довести до тунелског вида, али и до потпуног губитка вида.
Ретинопатија повезана са дијабетесом или дијабетесна ретинопатија погађа људе са шећерном болести, која због високих нивоа шећера у крви доводи до повреде крвних судове у мрежњачи, узрокујући цурење крви и проблеме са видом као што је губитак периферног вида.
Одлубљивање мрежњаче (аблација мрежљаче) хитно медицинско стање које се дешава када се мрежњача одвоји од задњег дела ока, што узрокује губитак периферног вида. Лечење може да реши симптоме. Без хитног лечења, одвајање мрежњаче може довести до потпуног губитка вида.
Оптички неуритис је запаљење оптичког нерва, које отежава оптичком нерву да шаље сигнале у мозак, узрокујући тунелски вид. Ако оптички неуритис није последица основног стања, може проћи сам од себе. Али ако је узроковано другим здравственим стањем, можда ће требати лечење да би се отклонили симптоми. Обично је оптички неуритис први симптом мултипле склерозе, али може бити узрокован и инфекцијом.
Зачепљење (оклузија) ретиналне вене (ОРВ).
Здравствена стања која утичу на друге делове тела могу изазвати тунелски вид, укључују:
- Главобоље типа мигрене, укључује интензиван бол у глави и визуелне симптоме, попут тунелског вида, који се могу јавити пре или током епизоде мигрене. Визуелни симптоми услед епизоде мигрене су обично привремени и трају од 5 до 60 минута.[2]
- Болест каротидне артерије (стеноза каротидне артерије).
- Мождани удар, потенцијално смањујуће видно поље, које укључује периферни и централни вид. Обично губитак видног поља услед можданог удара утиче на оба ока и трајан је. Наркоза током роњења може изазвати тунелски вид, што отежава читање више мерача рониоцу.
- Наркоза током роњења.
- Потрес мозга.
- Висок крвни притисак (хипертензија).
- Стиклеров синдром.

Неки узроци тунелског вида ће трајно ограничити  периферни вид. Други случајеви тунелског вида су привремени и нестаће након правилно спроведене терапије. 
Ако је тунелски вид трајан, специјалиста за негу очију помоћи ће пацијенту да пронађете начине да се носи са губитком вида.

## Клиничка слика
Тунелски вид се каракртерише мањим видним пољем због ограничавања периферног вида. Када нешто утиче на очи или друге делове тела који нам помажу да видимо, видно поље може да се смањи. Тунелски вид може бити присутан на једном оку или може утицати на оба ока истовремено. Такође можете бити праћен вртоглавицом или нестабилношћу током стајања или ходања.
Иако оштрина централног вида може бити непромењена, пацијент неће моћи да види ништа што му није непосредно пред очима. Слика је слична гледању кроз картонску цев, када још увек можемо да видимо шта је на другој страни цеви, док је све са стране  блокирано.

## Дијагноза
Тунелски вид се може дијагностиковати тестом видног поља, који је саставни део нормалног теста ока. Њим ће се проверити да ли постоје празне тачке у видном пољу тестирањем области мрежњаче за периферни вид.
Од пацијента се тражити да једним оком погледа мало централно светло на празном екрану. Потом ће низ светала  накратко трептати око екрана и од исптаника се тражити да само притиснете дугме сваки пут када види трептаје светла. Сваки део мрежњаче се тестира да би се  добила представа о томе колико је очуван нормалани периферни вид.

## Свакодневне активности код људи са трајним тунелским видом

### Вожња
Због сталног кретања, видно поље возача обично није стабилно. Да бисмо пратили промене у нашем окружењу, периферни вид игра велику улогу у сигнализирању када ће бити безбедно да променимо траку, да ли пешак прелази улицу, у ком правцу се окреће аутомобил испред и колико брзо аутомобил трчи. Пошто возачи очекују да ће се ови могући знакови судара појавити у њиховом периферном виду, они имају тенденцију да возе безбедније када су ови знакови представљени периферно него када су фиксирани. Код пацијената са глаукомом, они имају више потешкоћа у одржавању правца, скенирању и контроли возила. Поред тога, у поређењу са појединцима без видних потешкоћа, људима са оштећеним периферним видом потребно је дуже време претраге, више фиксација са краћим трајањем и више грешака током вожње, што утиче на њихову способност да држе правац и повећава ризик од судара. 

### Ходање
Слично вожњи, ходање захтева и информације из периферног вида. Када се пењу или спуштају степеништем, људи имају тенденцију да користе свој централни вид да би означили прелазак са равне површине на степенице, али периферни вид се обично користи за попуњавање детаља о међустепеницама. Када степениште прати предвидљив образац, на пример степениште у школи, људи могу успешно да ходају горе-доле са ограниченим централним видом, а када је степениште мање предвидљиво, на пример, неке степенице на стазама у планини, људима је потребно да користе своју централни вид да се фиксирају на сваки корак. За људе са тунелским видом, неопходно је фиксирање на сваком степенику и степеницама које се пењу уз степенице или низ степенице, без обзира на то колико је степениште предвидљиво, а то ће резултирати споријом брзином пењања уз степенице и повећаним ризиком од пада. 

### Читање
Иако је фиксација важнија компонента у нечијој способности читања са оштрином вида, пацијенти са тунелским губитком вида су повезани са оштећењем перформанси читања, што доводи до спорије брзине читања, више грешака и споријег преласка на следећи ред. Код особа са глаукомом, величина њиховог визуелног распона је ограничена због губитка периферног вида, а мањи је и број речи које могу да виде. Приликом мерења мањег визуелног распона у централним 10° у видном пољу, људи са глаукомом су у просеку идентификовали 2,3 мање речи једним погледом од људи са здравим очним стањима отприлике истог узраста. С обзиром на то да је читање кључна вештина за разумевање околине, на пример, читање упутстава на аеродрому, око 60% пацијената је навело потешкоће у читању као разлог за упућивање на лечење слабовидним, а проблем читања је главни извор анксиозности за глауком пацијенти са споријом брзином читања, више грешака и споријим преласком на следећи ред текста. 

### Оријентација у простору
Подручје парахипокампалног места у мозгу повезано је са препознавањем простора, а код особа са нормалним видом, процеси препознавања простора и оријентација кроз њих укључују различите кортикалне неуронске путеве. Периферно видно поље је повезано са магноћелијским путевима, обрађујући информације ниске просторне фреквенције, које обухватају широке детаље, а централно видно поље је повезано са парвоцелуларним путевима, одговорним за информације о високој просторној фреквенцији, које хватају финије детаље унутар простора. У неуроимагингу, периферни вид се показао важнијим од централног вида за категоризацију различитих природних простора, пошто је активација подручја парахипокампалног места значајнија када се задаци категоризације простора приказују у периферном видном пољу. Поред тога, вид је важан део за балансирање током интеракције са различитим ситуацијама. Пацијенти са тунелским видом, губитком периферног вида, пријављују импликације постуралне нестабилности, повећавајући њихове шансе за пад. 

### Препознавање лица
Окципитални режањ је област у мозгу сисара одговорна за обраду визуелних инпута. Конкретно, вентрални окципитални темпорални кортекс је одговоран за препознавање лица. Иако је губитак централног вида повезан са оштећеном способношћу препознавања лица, а мало истраживања се фокусирало на препознавање лица у периферном виду, у прегледном чланку се помиње повећање активности у вентралном окципиталном темпоралном кортексу на фМРИ-у када се слика лица прикаже у ипсилатералном периферном визуелном делу. поље, што указује да периферни вид може играти важнију улогу у препознавању лица него што се раније веровало. Штавише, студије су испитале да пацијентима са глаукомом, који имају губитак периферног вида, треба краћа удаљеност да би препознали лица и пол. Појединци са добрим централним видом, али губитком периферног вида, имали су лошији резултат у Кембриџ тесту памћења лица, који тестира способност препознавања лица, од контроле, и пријавили су више проблема у препознавању лица у самопроцени. 

## Терапија
Који третман ће требати је строго индивидаулан и зависи од тога колико је озбиљан губитак периферног вида и шта га је изазвало.
Неки облици се могу лечити лековима, док је неким људима  потребна операција да поправе оштећења у телу која су довела до губитка периферног вида. 